# Lucio Apronio Cesiano
Lucio Apronio Cesiano (in latino: Lucius Apronius Caesianus; 2 circa – dopo il 51?) è stato un magistrato, senatore e militare romano, console dell'Impero romano.

## Biografia

### Origini familiari
Membro di una gens di estrazione municipale e forse originaria della città di Tibur, Cesiano, nato al più tardi nel 2, era figlio dell'homo novus Lucio Apronio, console suffetto dell'8, legato di Germanico in Germania nel 15, proconsole d'Africa dal 18 al 21 e legatus Augusti pro praetore di Germania Inferiore alla fine degli anni 20, e di Cesia, di probabile famiglia tiburtina. Sua sorella era Apronia, moglie di Marco Plauzio Silvano, pretore nel 24 e figlio dell'amico di Augusto e console ordinario del 2 a.C. Marco Plauzio Silvano e dell'amica di Livia, Urgulania: fratelli del pretore del 24 erano Publio Plauzio Pulcro, comes di Druso Cesare e genero del console suffetto del 17 Gaio Vibio Marso, e Plauzia Urgulanilla, prima moglie di Claudio. Un'altra sorella di Cesiano era Apronia Cesia o Cesiana, sposata con il console ordinario del 26 Gneo Cornelio Lentulo Getulico: i due ebbero una figlia, Cornelia Cesia o Cesiana, che fu fidanzata con il figlio del potente prefetto del pretorio Seiano. Infine, non è certo se esistesse una terza sorella di Cesiano, forse moglie del console suffetto del 18 Marco Vipstano Gallo e madre del console ordinario del 59 Gaio Vipstano Aproniano.

### Carriera sotto Tiberio
Il primo incarico attestato di Cesiano fu accanto al padre durante il suo proconsolato d'Africa, quando imperversava la guerra contro i ribelli numidi guidati da Tacfarinas: Tacito ricorda una sua vittoriosa battaglia quando, con cavalieri, coorti ausiliarie e i soldati più veloci delle legioni, Cesiano ricacciò nel deserto i rivoltosi accampati sulla costa. Tornato dall'Africa, tra 21 e 25, Cesiano, in ringraziamento da parte propria e del padre per il buon esito delle campagne contro gli insorti, dedicò alla divinità del santuario siciliano di Venere Ericina la propria toga praetexta, un'effigie del padre proconsole, le armi utilizzate durante la guerra e infine, insieme al padre, una statua di Tiberio, ornando la dedica con una bella iscrizione metrica:
(Lucio Apronio Cesiano, CIL X 7257 [trad. dal sito http://sicily.classics.ox.ac.uk/inscription/ISic000537])
Non è stato ancora decifrato però il ruolo ufficiale che Cesiano, che si definisce nell'epigrafe dedicatoria di Erice septemvir puer, ricoprì in Africa sotto il padre: le ipotesi proposte lo definiscono comes et contubernalis del padre, tribunus militum, legatus pro praetore pro-questorio o anche legatus pro quaestore. Non avendo ancora ricoperto cariche pubbliche, Cesiano fu premiato per le sue imprese con la nomina a VIIvir epulonum, mentre il padre sembra aver ottenuto gli ornamenta triumphalia.
Grazie all'amicizia e alla parentela con Seiano, Cesiano fu poi nominato pretore per il 32. Un curioso aneddoto riportato da Cassio Dione racconta come Cesiano organizzò i Ludi Florales del 28 aprile servendosi esclusivamente di uomini calvi per deridere il calvo Tiberio: il princeps, però, nonostante la vicinanza di Cesiano al prefetto del pretorio caduto in disgrazia, trascurò l'episodio e non si vendicò del pretore, sebbene in seguito a quell'episodio tutti gli uomini calvi iniziarono a essere chiamati "cesiani". Rimane però indimostrabile la deduzione che Cesiano fosse amicus di Tiberio. L'episodio, però, influenzò forse la scelta di Tiberio nel non conferire a Cesiano un consolato suo anno.

### Culmine sotto Caligola
Cesiano, infatti, divenne console ordinario solo nel 39, ricoprendo la carica per il primo semestre dell'anno aprendo l'anno insieme a Caligola e poi concludendo il mandato al fianco dell'illustre Quinto Sanquinio Massimo, che, praefectus urbi, a febbraio aveva sostituito il princeps come consul iterum. La scelta di Cesiano da parte di Caligola fu probabilmente intesa dal princeps come un ultimo tentativo di riavviare una proficua collaborazione con il senato: Cesiano, infatti, apparteneva ad una famiglia che inizialmente era stata amica del padre del princeps Germanico (il padre Apronio era stato suo legato in Germania) ma che poi, in concomitanza con la caduta in disgrazia della famiglia germaniciana, passò al fianco di Tiberio e di Seiano. Tuttavia, il tentativo fallì: durante il consolato di Cesiano, Caligola, con un potente discorso in senato, ruppe ogni rapporto con il consesso dei patres; ciò provocò - o fu causato da - numerosi tentativi di dissenso contro il princeps, probabilmente già riscontrabili nelle condanne di Gaio Calvisio Sabino e della moglie Cornelia (sorella di Getulico, cognato di Cesiano) e culminate a settembre nella congiura fallita di Marco Emilio Lepido e dello stesso Getulico, insieme alle sorelle del princeps Livilla e Agrippina. Forse fu sempre durante il consolato di Cesiano che Lucio Vitellio suggellò la sottomissione del senato al princeps compiendo l'umiliante atto della proskynesis e che Caligola sposò la sua quarta e ultima moglie Milonia Cesonia, che solo un mese dopo partorì la piccola Giulia Drusilla.

### Ultimi anni e discendenza
Dopo il consolato, la carriera di Cesiano diventa nebulosa. È stato ipotizzato che un'iscrizione tiburtina un tempo attribuita a Marco Giunio Silano o Lucio Tampio Flaviano sia invece da riferirsi a Cesiano: l'epigrafe testimonierebbe così un suo proconsolato d'Africa (tra 47 e 51), la sua nomina a flamen Quirinalis e anche una sua adlectio inter patricios durante la censura di Claudio nel 47/48. Tuttavia, non sono mancate opinioni contrarie all'identificazione del dedicatario dell'epigrafe con Cesiano: la questione rimane dibattuta.
È stato proposto che di un figlio o di un fratello altrimenti ignoti di Cesiano possa parlare Plinio il Vecchio nella sua notizia secondo cui un figlio di un consolare Lucio Apronio si fece rimuovere del grasso corporeo alleviando così il proprio corpo da un peso inamovibile.